# Акурио (язык)
Акурио — вероятно вымерший карибский язык, на котором говорил народ акурио, проживавший на юге и юго-западе Суринама. Язык почти не изучался, описаний грамматики языка не существует. Среди языков группы тирийо акурио является наименее описанным. Язык вымирал с 1970-х годов и последний известный носитель пропал без вести в 2018 году, однако есть неподтверждённые свидетельства о носителях акурио как родного на севере Бразилии. Ближайшие к акурио языки — тирийо и карихона.

## Название
Название языка происходит от слова языка акурио akuri, имеющего значение «агути» (Dasyprocta sp., похожие на морских свинок южноамериканские грызуны). Суффикс «-йо» используется для образования названий народов во многих карибских языках, поэтому можно предположить, что «акурио» значит «народ агути». Причина такой ассоциации неизвестна.

## Классификация
В своей монографии 1998 года исследователь Сергио Мейра показал, что акурио, тирийо и карихона образуют одну подгруппу. В этой работе он привёл 345 когнатов. По его классификации, языки относятся к гвианской ветви карибской семьи языков.
В некоторых ранних классификациях считалось, что языки относились к разным крупным ветвям, разделёнными несколькими тысячами лет раздельного развития (в частности, у исследователя Дурбина (1977)). В классификациях Терренса Кауфмана (1994) и Виктора Жирарда (1971) акурио, тирийо и карихона также образовывали одну группу.
Лингвистические исследования показывают, что разница между акурио и тирийо бо́льшая, чем между языками обычной подгруппы: народы жили раздельно по крайней мере несколько столетий. Тирийо, однако, является ближайшим родственником акурио.
До периода сильного влияния тирийо на акурио языки были взаимопонятными. Например, в 1969 году экспедиции использовали носителей тирийо как переводчиков, поскольку они могли понимать акурио.

## Ареал и численность
В 2012 году язык был распространён в округе Сипаливини, коммунах Куруни и Тапанахони, в деревнях тирийо Квамаласамуту, Тепу и Палумеу.
Носители пра-тирийо пришли на территорию южного Суринама в 14—15 столетии. Первый контакт с народом акурио произошёл в 1937 году и следующий в 1938 году. Чуть более тридцати лет спустя, в 1969 году, они были открыты вновь.
В 1970 году миссионеры убедили бо́льшую часть индейцев переехать в деревни тирийо, однако некоторые части остались в старых поселениях в лесах и в 1970-х годах всё ещё оставалась часть неконтактных акурио вглуби леса. Индейцы акурио, рождённые после 1970 года, разговаривают на тирийо и по большей части знают лишь несколько слов или предложений на акурио. Поколения старше говорят на сильно изменённой версии акурио, находящейся под влиянием произношения и лексики тирийо. В 1997 году, однако, акурио в районе реки Улемари говорили ещё без сильного влияния тирийо.
Уже в 2000-х годах язык находился под угрозой исчезновения. Последний человек, для которого язык был родным, умер в 2000-х годах. По информации исследователя Сергио Мейра, в 2006 году оставалось три носителя акурио. Уже в 2012 году оставалось всего два носителя языка, большинство акурио перешли на тирийо.
Причиной исчезновения языка является прежде всего контакт с европейцами. Сепи Акурио, последний известный носитель языка, пропал без вести 2 декабря 2018 года, когда небольшой самолёт с восемью людьми исчез во время полёта над тропическими лесами Амазонки. Поисково-спасательная операция была отменена через две недели.
В 2020 году появились сообщения о небольшой группе индейцев на севере штата Пара в Бразилии, которые жили в поселениях тирийо и говорили на акурио как на родном языке до юности, однако эти сообщения ещё требуют подтверждения. Язык был принесён акурио из Суринама и более не передаётся следующим поколениям.

## Диалекты
Диалекты у языка не выделены. Тем не менее, экспедиции 1969 года показали, что язык разных групп акурио немного различается, в частности в диалекте одной из групп использовалось меньшее количество гортанных смычек.

## Лингвистическая характеристика

### Фонетика и фонология
В акурио 10 согласных и 14 гласных звуков (7 долгих и 7 кратких).
Кластеры согласных в акурио присутствуют только на стыке слогов. В таких кластерах первый согласный должен быть либо глоттальным (тогда второй должен быть шумным), либо носовым.
В акурио система ритмичного ударения, где ударение реализуется долготой гласных и высоким тоном. Ударение никогда не падает на последний слог, но всегда падает на закрытые слоги. Часто долгота сопровождается глоттализацией.

#### Гласные звуки
Гласные звуки языка акурио:
|                | Передние  | Средние   | Задние    |
| -------------- | --------- | --------- | --------- |
| Верхние        | [i], [iː] | [ɨ], [ɨː] | [u], [uː] |
| Средне-верхние | [e], [eː] |           | [o], [oː] |
| Средние        |           | [ə], [əː] |           |
| Нижние         | [a], [aː] |           |           |

Набор гласных звуков — стандартный для языков этой группы.

#### Дифтонги
В акурио — семь дифтонгов: [ae], [au], [ei], [eu], [əo], [əu], [əi].

#### Согласные звуки
Согласные звуки языка акурио:
|               | Губные | Альеволярные | Альеволярные | Постальвеолярные | Палатальные | Велярные | Глоттальные |
| ------------- | ------ | ------------ | ------------ | ---------------- | ----------- | -------- | ----------- |
| Взрывные      | [p]    | [t]          | [t]          |                  |             | [k]      | [ʔ]         |
| Носовые       | [m]    | [n]          | [n]          |                  |             |          |             |
| Одноударные   |        | [ɾ]          | [ɾ]          |                  |             |          |             |
| Аппроксиманты |        |              |              |                  | [j]         | [w]      |             |
| Аффрикаты     |        |              |              | [t͡ʃ]             |             |          |             |

У Мейры звуку [ɾ] соответствует звук [ɽ] (по предположению исследователя, именно этот звук в ранних работах записывался как r), а аффрикате [t͡ʃ] соответствует [c] (последняя фонема соответствует [s] в тирийо и карихона и иногда [d͡z] в карихона).
Кластер носовой + /j/, вероятно, реализуется как [ʲɲɲ].
Гортанная смычка отсутствует в других языках группы тирийо и, предположительно, является уникальной чертой акурио. Она развилась, во-первых, как часть системы ударения, а во-вторых, из интервокального */c/: */joci/ > /joʔi/ «ящерица» (тирийо /joi/, карихона /joci/).

### Морфология

#### Существительное
Существительные в акурио различаются по числу на коллективные («все») и неколлективные («не все или меньше, чем все»). Существует два суффикса для коллективных форм: один указывает, что существительное коллективное (-tomo), другой указывает, что владелец — коллективное существительное (-komo):
| kɨ-      | -pana- | -ː-   | -komo |
| 2дв.ч.   | ухо    | прит. | колл. |
| наши уши |        |       |       |

Падежные формы образуются послелогами:
| Падеж            | Послелог |
| ---------------- | -------- |
| Дательный        | [ja]     |
| Адессив          | [po]     |
| Аллатив          | [pona]   |
| Инессив          | [tawə]   |
| Иллатив          | [taka]   |
| Перлатив         | [tae]    |
| «Водный» инессив | [kwawə]  |
| «Водный» иллатив | [kwaka]  |
| Временной        | [meʔawə] |

Существуют отдельные падежи инессива и иллатива для случаев, когда существительное находится в воде, а также временной падеж, который обозначает нахождение в каком-то времени.
Для создания антонимов либо отрицания существительных используется маркер [tɨke]: pəməi «перец» — pəməi tɨke «не перец». Этот же маркер используется для создания антонимов к прилагательным.
Для отрицания существования объекта вообще используется маркер [waː]: eɾepa waː naʔe «здесь нет еды».
Также есть архаичный маркер [pɨɾa]: aɾɨ «содержащийся» — aɾɨ-pɨɾa «пустой», ene «видеть» — ene-pɨɾa «невидящий».

#### Глагол
В карибских языках весьма сложная система спряжения глаголов. Глаголы обычно различаются по лицам, числу, времени, наклонению и эвиденциальности. Также глаголы спрягаются по двум парадигмам, названным класс А и класс О.
Структура глагола: лицо-корень-время1-число-время2/эвиденциальность, где время1 это настоящее или будущее, время2 это немедленное прошедшее, отдалённое прошедшее. Например:
| kɨt-               | -əəni-             | -taa-              | -kɨ-               | -i                 |  | kəʔ-          | -e-           | -tə-          | -u            |
| 1+2                | спать              | буд.               | дв.ч.              | эвид.              |  | 1+2           | приходить     | число         | нем.пр.       |
| мы все будем спать | мы все будем спать | мы все будем спать | мы все будем спать | мы все будем спать |  | мы все пришли | мы все пришли | мы все пришли | мы все пришли |

Пример спряжения глагола класса А и класса О по лицам:
| Лицо | Класс А  | Перевод           | Класс О  | Перевод        |
| ---- | -------- | ----------------- | -------- | -------------- |
| 1    | j-entota | «я проснулся»     | ∅-eːpɨ   | «я пришёл»     |
| 2    | ə-entota | «ты проснулся»    | m-eːpɨ   | «ты пришёл»    |
| 1+2  | k-entota | «мы проснулись»   | kəʔ-eːpɨ | «мы пришли»    |
| 3    | n-entota | «он(а) проснулся» | n-eːpɨ   | «он(а) пришёл» |

Суффиксы времён следующие:
| Время           | Суффикс        | Пример                                       |
| --------------- | -------------- | -------------------------------------------- |
| Настоящее       | -ja-           |                                              |
| Настоящее       | -t͡ʃa-          |                                              |
| Настоящее       | -ː-            |                                              |
| Будущее         | -ta-           | kɨt-ət͡ʃapəkəma-ta-ʔe «мы двое будем в нужде» |
| Немедл. прошлое | -∅- (не колл.) | ni-pananɨpɨ-∅ «он(а) услышал(а)»             |
| Немедл. прошлое | -u- (колл.)    | kəʔ-e-tə-u «мы все пришли»                   |
| Отдал. прошлое  | -ne-           | m-eːpɨ-ne «ты пришёл»                        |

Также есть «привычное прошедшее время» (вроде англ. used to) и время, которое обозначает цель движения (например, «я пришёл сюда чтобы выслушать тебя»).
По эвиденциальности глаголы разделяются на «точные» и «сомнительные». Суффиксы эвиденциальности используются только с суффиксами настоящего и будущего времён. Суффиксы эвиденциальности:
|           | Колл. точное | Не колл. точное | Не колл. сомн. |
| --------- | ------------ | --------------- | -------------- |
| Настоящее | -tə-i-       | -∅-ʔe-          | -∅-nə-         |
| Будущее   | -ːkɨ-i-      | -∅-ʔe-          | -∅-n-          |

Повелительное наклонение разделяется на динамическое (связано с движением, например, «иди») и статическое (не связанное с движением, например, «поймай»). Суффиксы повелительного наклонения:
|        | Колл.   | Не колл. |
| ------ | ------- | -------- |
| Стат.  | -tə-kə- | -∅-kə-   |
| Динам. |         | -ta-     |

Для создания отрицательной формы используется маркер t͡ʃe-wa: əːnɨ-t͡ʃe-wa aʔe «я не сплю».

#### Прилагательное
Для создания антонимов к прилагательному используется маркер [tɨke]: kuɾe «хороший, красивый» — kuɾe tɨke «плохой, уродливый». Этот же маркер используется для создания антонимов к существительным.

#### Местоимение
Личные местоимения акурио:
|      |       | Не колл. | Дв. ч. (1+2 л.) | Колл.                 |
| ---- | ----- | -------- | --------------- | --------------------- |
| 1 л. | Вкл.  | [wɨ]     | [kɨmə]          | [kɨmənjamo] [kɨnjamo] |
| 1 л. | Искл. | [wɨ]     | [kɨmə]          | [anja]                |
| 2 л. | 2 л.  | [əmə]    |                 | [əmənjamo]            |

Местоимения в акурио различаются по числу на коллективные и неколлективные, то есть «все» и «не все или меньше, чем все».
К личным местоимениям могут добавляться послелоги [waːɾə] «знакомо» ([wɨwaːɾə] «мне знакомо или я знаю»), [wameke] «незнакомо» ([wɨwameke] «я не знаю»), [t͡ʃe] «хочется».
Отдельных личных местоимений третьего лица нет, Мейра приводит только форму 1+3 («я и они»). Вместо них используются указательные местоимения.
Указательные местоимения различаются по одушевлённости, как и в большинстве карибских языков:
|       |          | Анафор.  | Проксим.              | Мед.       | Дист.     |
| ----- | -------- | -------- | --------------------- | ---------- | --------- |
| Неод. | Неод.    | [iɾə]    | [t͡ʃenɨ] [t͡ʃeɾə]       | [məɾə]     | [oʔni]    |
| Одуш. | Не колл. | [nəːɾə]  | [məʔe]                | [məkɨɾə]   | [məkɨɾə]  |
| Одуш. | Колл.    | [namoɾo] | [mət͡ʃamo] [məʔet͡ʃamo] | [məːt͡ʃamo] | [məʔjamo] |

Местоимения третьего лица могут быть анафорическими, проксимальными, медиальными и дистальными. Анафорические местоимения относятся к субъектам, уже указанным ранее в речи. Проксимальные местоимения («эти») указывают на вещи, находящиеся недалеко от говорящего, медиальные («те») и дистальные («вон те») соответственно на вещи более отдалённые.
Только в одушевлённом третьем лице есть коллективная форма.
В акурио — одна из самых сложных систем указательных местоимений среди карибских языков: в большинстве отсутствуют анафорическая и медиальные формы.
Вопросительные местоимения акурио:
|                | Перевод |
| -------------- | ------- |
| Кто? (одуш.)   | [əkɨ]   |
| Что? (неодуш.) | [ətɨ]   |
| Где?           | [əja]   |
| Как?           | [aeke]  |

Вместо притяжательных местоимений используются приставки: ∅-aɾoki («его пенис»), t-oɾoki («наш пенис»), k-oɾoki («его собственный пенис»).

## История изучения
Язык почти не изучался, среди языков группы тирийо является наименее описанным. Достоверных источников по языку нет, поскольку на момент контакта носители находились под сильным влиянием языка тирийо.
Существуют полевые заметки, составленные в 1995 и 1997 годах (одна из которых составлена при помощи не-носителя), а также список слов, составленный в 1991 году: названия животных и частей тела. Этот список не является достоверным источником, поскольку приведённые названия животных и растений, предположительно, относятся к тирийо, а не акурио. Описаний грамматики языка (как и большинства карибских языков) не существует.
Заметки содержат списки слов (в основном, название частей тела, животных и растений), парадигмы спряжения нескольких глаголов.
Есть также почти полный модифицированный список Сводеша из 100 слов для акурио. Список, однако, был изменён, так как в языках подгруппы тирийо такие слова, как «плавать» (буквально «идти в воду»), «волосы» (то же слово, что и «голова»), а также слова «летать», «круглый», «холодный», «зелёный» и прочие, не являются независимыми морфемами. Такие слова были заменены словами из списка Сводеша на 200 слов: «там», «змея», «озеро», «отец», «когда?» и прочие.

### Комментарии
1. 1 2  Лингвист Мейра указывает эту форму как дистальную в 1998 году и как медиальную в 2002.